# Trajetória circunlunar

A trajetória seguida pela Apollo 13

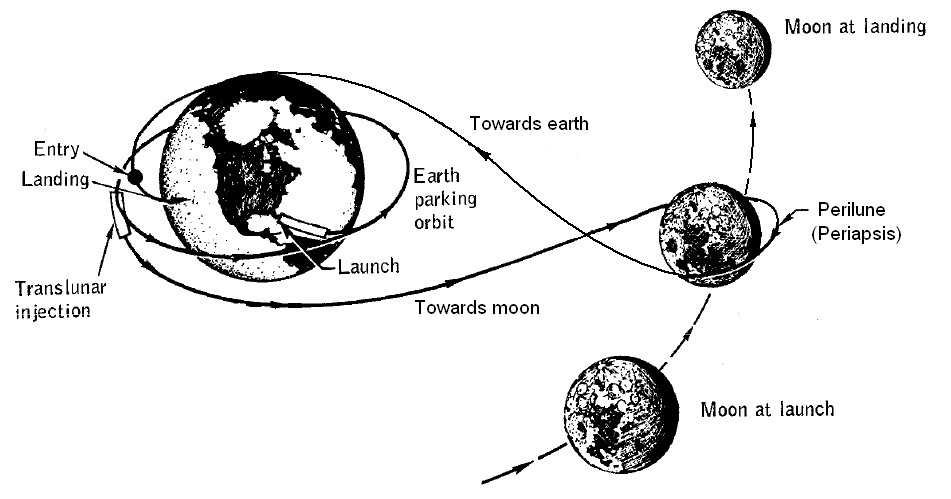
Desenho de uma trajetória circunlunar de retorno livre (não está em escala).

Uma trajetória circunlunar, trajetória translunar ou trajetória de retorno livre é um tipo de trajetória de retorno livre que leva uma espaçonave da Terra ao redor do lado distante da Lua, e de volta à Terra usando apenas a gravidade, uma vez que a trajetória inicial é marcada.

## História
A primeira espaçonave a voar numa trajetória circunlunar foi a Luna 3. Trajetórias circunlunares também foram usados nas missões Apollo antes da inserção em órbita lunar, para prover uma trajetória de retorno livre à Terra no cvaso do sistema de propulsão malfuncionar no caminho até a Lua. Isso foi usado pela Apollo 13, quando uma ruptura no tanque de oxigênio trouxe a necessidade de retornar à Terra sem disparar o motor do Módulo de serviço, apesar de um número de correções de curso usando o motor de descida do Módulo Lunar foram requiridas para manter essa trajetória.
Um número de missões tripuladas também propuseram a conduzir sobrevoos circunlunares propositalmente, incluindo a Soyuz 7K-L1 Soviética ou o programa Zond, e várias propostas americanas, incluindo Gemini-Centaur e propostas Apollo iniciais.
- Este artigo foi inicialmente traduzido, total ou parcialmente, do artigo da Wikipédia em inglês cujo título é «Circumlunar trajectory».